# Philosophie Magazin
Das Philosophie Magazin ist eine Zeitschrift für philosophische, gesellschaftliche, politische und lebensweltliche Themen.

## Eckdaten
Chefredakteurin ist Svenja Flaßpöhler, verantwortliche Redakteure sind Antonia Siebeck (Online), Theresa Schouwink, Moritz Rudolph, Jutta Person (Bücher) und Jana Glaese. Gegründet wurde das Magazin von Fabrice Gerschel, dem Herausgeber des französischen Monatsmagazins „Philosophie Magazine“. Das deutsche Partnermagazin hat eine eigenständige Redaktion mit Sitz in Berlin und erscheint im Philomagazin Verlag, steht aber im Austausch mit seinem französischen Schwestermagazin, das von Alexandre Lacroix geleitet wird. Die Startauflage der ersten Ausgabe vom 16. November 2011 mit dem Thema „Warum haben wir Kinder?“ betrug 100.000 Exemplare und wurde auch in der Schweiz und Österreich vertrieben. Seitdem erscheint es zweimonatlich. Anfang 2023 wurde die Abonnentenkartei des eingestellten Magazins Hohe Luft an die Zeitschrift verkauft.

## Inhaltliche Ausrichtung und Beiträge
Ziel des Magazins ist es, philosophisches Denken auch jenseits von universitären Fachkreisen zu vermitteln und zu diskutieren. Neben Interviews, Porträts und Reportagen stellt das Magazin in jeder Ausgabe einen zentralen philosophischen Denker vor. Nach Eigenangaben sieht sich das Magazin keiner Weltanschauung, Ideologie, Religion, politischer Richtung oder Partei verpflichtet.